# Карвальо Виейра, Витор
Витор Карвальо Виейра (порт.-браз. Vitor Carvalho Vieira), более известный, как Витор Карвальо (порт.-браз. Vitor Carvalho; род. 27 мая 1997, Палма, Минас-Жерайс), — бразильский футболист, опорный полузащитник клуба «Брага».

## Клубная карьера
Карвальо — воспитанник клуба «Коритиба». 11 декабря 2016 года в матче против «Понте-Прета» он дебютировал в бразильской Серии A. 30 сентября 2018 года в поединке против «Аваи» Витор забил свой первый гол за «Коритиба». В начале 2020 года Карвальо на правах аренды перешёл в португальский Жил Висенте«». 8 февраля в матче против «Браги» он дебютировал в Сангриш лиге. В этом же поединке Витор сделал «дубль», забив свои первые голы за «Жил Висенте». По окончании аренды клуб выкупил трансфер игрока.
Летом 2023 года Карвальо перешёл в «Брагу». Сумма трансфера составила 2,5 млн. евро. 11 августа в матче против «Фамаликана» он дебютировал за новую команду. 6 января 2024 года в поединке против «Витории Гимарайнш» Витор забил свой первый гол за «Брагу». 28 ноября в матче Лиги Европы против немецкого «Хоффенхайма» он забил гол. 

## Достижения
Клубные
 «Брага»
- Обладатель Кубка португальсклой лиги — 2023/2024